# Wohn- und Wirtschaftsgebäude Holler Landstraße 120
Das Wirtschaftsgebäude Holler Landstraße 120 in Hude-Holle wurde am Anfang des 19. Jahrhunderts gebaut.

Das Gebäude wird heute auch als Bürohaus genutzt.
Das Gebäude steht unter Denkmalschutz (siehe auch Liste der Baudenkmale in Hude (Oldenburg)).

## Geschichte
Das eingeschossige giebelständige Gebäude auf einer Warft in Fachwerk als Zweiständer-Hallenhaus mit Steinausfachungen und erhaltenem Innengerüst, reetgedecktem Krüppelwalmdach mit neun späteren Schleppgauben, Uhlenloch und Firststab wurde um  1810 auf der Hofanlage gebaut.
  
Zur Hofanlage gehört auch eine denkmalgeschützte  überwiegend verbretterte Scheune mit Quereinfahrten in Fachwerk mit Ankerbalkenkonstruktion sowie Walmdach, auf dem großen Grundstück mit Baumbestand.
Das Niedersächsische Landesamt für Denkmalpflege befand: „... geschichtliche Bedeutung ... als Teil des Hofes Holler Landstraße 120 ... als beispielhaftes Fachwerkhallenhaus ...“